# Paso del Macho
Paso del Macho es una localidad del estado mexicano de Veracruz. Es cabecera del municipio de Paso del Macho.

## Demografía
| Censo | Población |
| ----- | --------- |
| 1900  | 1 040     |
| 1910  | 1 153     |
| 1921  | 1 411     |
| 1930  | 1 596     |
| 1940  | 1 984     |
| 1950  | 2 822     |
| 1960  | 3 255     |
| 1970  | 4 859     |
| 1980  | 6 709     |
| 1990  | 9 937     |
| 1995  | 11 013    |
| 2000  | 11 787    |
| 2005  | 12 381    |
| 2010  | 13 413    |
| 2020  | 14 582    |